# Vicki Becho
Pour les articles homonymes, voir Becho.
Vicki Becho, née le 3 octobre 2003 à Montreuil en Seine-Saint-Denis, est une footballeuse française évoluant au poste d'attaquante à l’Olympique lyonnais.

## Biographie

### Carrière en club
À cinq ans et demi, Vicki Becho est repérée par Ali Ben Ahmed, un entraîneur du SC Malay-Le-Grand, à l'époque son voisin de palier à Sens. Elle joue dans ce club jusqu'en catégorie U12 puis en 2015 elle rejoint le FC Sens en U13. Elle remporte un tournoi pendant lequel elle marque face à l'OL de Rayan Cherki au premier tour puis face à Reims en finale. Lors d'un tournoi amical et d'une rencontre face au PSG, son entraîneur Abdou Bah, parle de la joueuse à l'entraîneuse adverse, qui propose alors à Becho de faire un essai. Elle est retenue et en 2016 elle rejoint le centre de formation du Paris Saint-Germain. À seulement 15 ans, elle remporte avec le PSG le championnat de France des moins de 19 ans en mai 2019 aux dépens de l'Olympique lyonnais (5-1). Becho inscrit un doublé lors de cette finale.
En février 2020, Vicki Becho remporte le premier Titi d'or féminin, trophée honorifique, décerné par l'Association Les Titis du PSG, récompensant la meilleure joueuse du centre de formation parisien. Le même mois, elle participe à son premier match avec l'équipe première, rentrant en cours de jeu contre Arras en quarts de finale de Coupe de France.
Elle rejoint l’Olympique lyonnais lors de la saison 2020-2021. Elle inscrit son premier but face à Rodez en coupe de France en janvier 2023.
En 2024, L'attaquante internationale française Vicki Becho renouvèle son contrat avec l'OL jusqu'en 2027. Son contrat actuel devait prendre fin en juin.

### Carrière en sélection
En sélection, tout comme en club, Vicki Becho est surclassée, faisant partie de toutes les équipes de France de jeunes la même année, en 2019. Ainsi cette année-là, elle participe en mars aux qualifications pour le championnat d'Europe des moins de 17 ans 2019, avec trois matchs disputés et deux buts en équipe de France U17. En avril, elle remporte le premier Tournoi de Montaigu avec l'équipe de France des moins de 16 ans marquant trois buts en cinq matchs.
En mai, elle est appelée à seulement 15 ans en équipe de France des moins de 19 ans en vue du championnat d'Europe des moins de 19 ans 2019. Elle remporte avec les Bleuettes la compétition en juillet, disputant d'abord un match en amical puis cinq matchs dans la compétition accompagnés de trois buts. En novembre, elle est appelée en équipe de France des moins de 20 ans et dispute deux matchs amicaux.
En juin 2023, elle est appelée pour la première fois en équipe de France senior, dans une pré-sélection pour la coupe du monde en Australie et Nouvelle-Zélande. Elle profite notamment des forfaits en attaque de Katoto et Cascarino. Face au Panama lors du troisième match de poules, elle inscrit son premier but avec l'équipe de France, ce qui fait d'elle la plus jeune buteuse des Bleues en coupe du monde.

## Statistiques

### En club
| Saison                | Club                  | Championnat           | Championnat | Championnat | Coupe(s) nationale(s) | Coupe(s) nationale(s) | Supercoupe | Supercoupe | Compétition(s) continentale(s) | Compétition(s) continentale(s) | Compétition(s) continentale(s) | Total | Total |
| Saison                | Club                  | Division              | M.          | B.          | M.                    | B.                    | M.         | B.         | Comp.                          | M.                             | B.                             | M.    | B.    |
| 2019-2020             | Paris Saint-Germain   | Division 1            | 0           | 0           | 1                     | 0                     | -          | -          | C1                             | 0                              | 0                              | 1     | 0     |
| Sous-total            | Sous-total            | Sous-total            | 0           | 0           | 1                     | 0                     | -          | -          | -                              | 0                              | 0                              | 1     | 0     |
| 2020-2021             | Olympique lyonnais    | Division 1            | 3           | 0           | 0                     | 0                     | -          | -          | C1                             | 1                              | 0                              | 4     | 0     |
| 2022-2023             | Olympique lyonnais    | Division 1            | 21          | 2           | 5                     | 2                     | -          | -          | C1                             | 5                              | 0                              | 31    | 4     |
| 2023-2024             | Olympique lyonnais    | Division 1            | 17+2        | 6           | 3                     | 2                     | 1          | 0          | C1                             | 9                              | 1                              | 32    | 9     |
| 2024-2025             | Olympique lyonnais    | Première Ligue        | 12          | 2           | 1                     | 0                     | -          | -          | C1                             | 4                              | 0                              | 17    | 2     |
| Sous-total            | Sous-total            | Sous-total            | 53+2        | 10          | 9                     | 4                     | 1          | 0          | -                              | 18                             | 1                              | 83    | 15    |
| 2021-2022             | Stade de Reims (prêt) | Division 1            | 13          | 1           | 3                     | 2                     | -          | -          | -                              | -                              | -                              | 16    | 3     |
| Total sur la carrière | Total sur la carrière | Total sur la carrière | 65+2        | 11          | 13                    | 6                     | 1          | 0          | -                              | 19                             | 1                              | 100   | 18    |

### En sélection
| Sélection | Année | Statistiques | Statistiques |
| Sélection | Année | Matchs       | Buts         |
| --------- | ----- | ------------ | ------------ |
| France    | 2023  | 11           | 1            |
| France    | 2024  | 8            | 1            |
| Total     | Total | 19           | 2            |

## Palmarès

### En club
Paris Saint-Germain -19 ans
- Challenge national U19 (1)
  - Vainqueur : 2019

 Olympique lyonnais
- Championnat de France (2)
  - Vainqueur : 2023 et 2024
- Coupe de France (1)
  - Vainqueur : 2023
- Trophée des championnes (1)
  - Vainqueur : 2023

### En sélection
France -19 ans
- Euro -19 ans (1)
  - Vainqueur : 2019

 France -16 ans
- Tournoi de Montaigu (1)
  - Vainqueur : 2019

## Style de jeu
Vicki Becho peut être alignée à tous les postes sur la ligne d'attaque, dans l'axe ou sur une aile. C'est une bonne dribbleuse, et une joueuse puissante et rapide qui aime prendre la profondeur.